# 오션스 13
오션스 13(Ocean's Thirteen)은 2007년 개봉한 미국의 범죄, 코미디, 스릴러 장르의 영화 작품이자 오션스 일레븐과 오션스 투웰브의 속편이다.

## 출연
- 조지 클루니 - 대니 오션
- 브래드 피트 - 러스티 라이언
- 맷 데이먼 - 라이너스 콜드웰
- 앤디 가르시아 - 테리 베네딕트
- 돈 치들 - 배셔 타르
- 버니 맥 - 프랭크 캐턴
- 엘런 바킨 - 애비게일 스폰더
- 알 파치노 - 윌리 뱅크